# Stora Stussvattnet
Stora Stussvattnet är en sjö i Uddevalla kommun i Bohuslän och ingår i Bäveåns huvudavrinningsområde. Sjön är 6,5 meter djup, har en yta på 0,042 kvadratkilometer och befinner sig 146 meter över havet.